# Cabdill cendrós
El cabdill cendrós (Poecilotriccus sylvia) és un ocell de la família dels tirànids (Tyrannidae).

## Hàbitat i distribució
Habita zones de matolls i vegetació secundària baixa, localment a les terres baixes, des de Mèxic al sud de Veracruz, nord d'Oaxaca, nord de Chiapas, sud de Campeche i Quintana Roo, cap al sud, al vessant del Golf de Mèxic fins Hondures, ambdues vessants de Nicaragua, Costa Rica i oest i centre de Panamà, oest, nord, est i sud-est de Colòmbia, oest i sud de Veneçuela, Guyana, Caiena i nord i nord-est del Brasil.